# 423 Diotima
423 Diotima eller 1896 DB är en av de största asteroiderna i asteroidbältet. Den upptäcktes 7 december 1896 av den franske astronomen Auguste Charlois i Nice. Asteroiden har fått sitt namn efter Diotima, en av Sokrates lärare.
Den tillhör asteroidgruppen Eos.